# Ectopatria canescens
Ectopatria canescens är en fjärilsart som beskrevs av Walker 1865. Ectopatria canescens ingår i släktet Ectopatria och familjen nattflyn. Inga underarter finns listade i Catalogue of Life.